# Ivor Gurney
Ivor Bertie Gurney (28 de agosto de 1890 - 26 de diciembre de 1937) fue un poeta y compositor inglés, particularmente de canciones. Nació y creció en Gloucester. Sufrió de enfermedades mentales durante gran parte de su vida. 

## Biografía
Ivor Gurney nació en 3 Queen Street, Gloucester, en 1890 y fue en segundo de los cuatro hijos supervivientes de David Gurney, un sastre, y su esposa, Florencia, una costurera.
Muy tempranamente demostró poseer habilidades musicales. Cantó en el coro de la catedral de Gloucester de 1900 a 1906, cuando se convirtió en pupilo de Herbert Brewer en la catedral. Allí conoció al compositor Herbert Howells, que sería su amigo de toda la vida. Junto con Gurney y Howells, el tercer pupilo de Brewer era Ivor Novello, conocido en ese entonces como Ivor Davies. Además gozó de la amistad del poeta F. W. Harvey, a quien conoció en 1908. La figura adulta más significativa para Gurney en su infancia fue el reverendo Alfred H. Cheesman y sus hermanas, Emily y Margaret Hunt, quienes alentaron los intereses de Gurney en la música y la literatura. Comenzó a componer cuando tenía catorce y consiguió una beca para el Royal College of Music en 1911. Allí estudió con Charles Villiers Stanford, quien también le enseñó a Ralph Vaughan Williams, John Ireland, Marion Scott, Rebecca Clarke, Frank Bridge, Arthur Bliss Herbert Howells y otros. Stanford le comentó a Howells que Gurney era potencialmente «el más grande de ellos», pero que era «imposible de educar».
Gurney poseía una personalidad dinámica, pero sufría de cambios de humor llamativos durante su adolescencia. Le costó enfocarse en sus estudios cuando estaba en la universidad y sufrió su primera crisis en 1913. Tras tomarse un descanso, pareció recuperarse y regresó a clases.